# Веліпітія (підрозділ окружного секретаріату)
Підрозділ окружного секретаріату Веліпітія — підрозділ окружного секретаріату округу Матара, Південна провінція, Шрі-Ланка. Головне місто - Веліпітія. Складається з 38 Грама Ніладхарі.

## Демографія
| Кількість Грама Ніладхарі | Площа (км2) | Населення (2012) | Населення (2012) | Населення (2012)  | Населення (2012) | Населення (2012) | Населення (2012) | Густота населення (/км2) |
| Кількість Грама Ніладхарі | Площа (км2) | Сингали          | Ларакалла        | Ланкійські таміли | Індійські таміли | Інші             | Всього           | Густота населення (/км2) |
| ------------------------- | ----------- | ---------------- | ---------------- | ----------------- | ---------------- | ---------------- | ---------------- | ------------------------ |
| 38                        | 64,4        | 45,122           | 6,339            | 60                | 22               | 72               | 48,756           | 1,102                    |